# الجبهة الوطنية (المملكة المتحدة)
الجبهة الوطنية هي حزب سياسي يميني فاشي في المملكة المتحدة. يقود الحزب حاليًا توني مارتين. وبصفته حزبًا لا يملك سوى أقلية من المناصرين، لم ينتخب ممثلوه قط للبرلمانين البريطاني أو الأوروبي، على الرغم من نيله عددًا ضئيلًا من أعضاء المجالس المحليين من خلال الانشقاقات ومن انتخاب عدد من ممثليه للمجالس الاجتماعية. مع تأسيسها في عام 1967، بلغت الجبهة الوطنية أوج دعمها الانتخابي خلال أواسط السبعينيات من القرن العشرين، حين كانت لفترة قصيرة رابع أكبر حزب في إنجلترا يحق لأعضائه التصويت.
تأسست الجبهة الوطنية على يدي إيه كي تشيستيرتون، الذي كان ينتمي في السابق إلى اتحاد الفاشيين البريطاني، من خلال اندماج بين رابطة ملكيي الإمبراطورية وبين الحزب الوطني البريطاني. وسرعان ما انضمت إليها حركة بريطانيا الأعظم، التي أصبح قائدها جون تيندال رئيسًا للجبهة في عام 1972. استفادت الجبهة الوطنية في ظل قيادة تيندال من القلق المتزايد حيال الهجرة الجنوب آسيوية إلى بريطانيا، وازداد عدد عضويتها والأعضاء الذين يحق لهم التصويت في المناطق المدينية في شرق لندن وشمالي إنجلترا. تنامى صيتها العام من خلال المسيرات في الشوارع والمظاهرات، التي عادة ما أسفرت عن مواجهات عنيفة مع متظاهرين معادين للفاشية، وكانت أبرز المواجهات اضطرابات ساحة الأسد الأحمر في عام 1974 ومعركة ليويشام في عام 1977. في عام 1982، ترك ليندال الجبهة الوطنية لتشكيل حزب وطني بريطاني جديد. انشق عن الجبهة العديد من أعضائها وانضموا إلى الحزب الوطني البريطاني الذي أسسه تيندال، الأمر الذي أسهم بانخفاض كبير في الدعم الانتخابي للجبهة. خلال الثمانينيات من القرن العشرين، انشقت الجبهة الوطنية إلى فصيلين: احتفظت مجموعة العلم بالأيديولوجيا القديمة، في حين تبنت الجبهة الوطنية الرسمية الموقف الثالث قبل تفككها في العام 1990. في عام 1995، حولت قيادة مجموعة العلم الحزب إلى الديمقراطيين الوطنيين، على الرغم من أن مجموعة صغيرة أبقت على اسم الجبهة الوطنية.
مع تموضعها من الناحية الأيديولوجية على أقصى يمين السياسة البريطانية أو يمينها المتطرف، وصفت الجبهة الوطنية من قبل علماء السياسة بأنها فاشية أو فاشية جديدة. سيطرت فصائل مختلفة على الحزب في فترات مختلفة، وكان كل فصيل يمتلك توجهه الأيديولوجي الخاص، بما في ذلك النازيون الجدد والشتراسرية والشعبوية اليمينية. تبنى الحزب الرؤية القومية الإثنية القائلة بأن البيض فقط هم من ينبغي أن يكونوا مواطني المملكة المتحدة. ودعت الجبهة الوطنية إلى وضع نهاية لهجرة غير البيض إلى المملكة المتحدة وإلى سحب الجنسية من البريطانيين المقيمين غير البيض وترحيلهم. وبصفتها حزبًا يدعو إلى سيادة البيض، تروج الجبهة الوطنية للعنصرية العلمية ونظرية مؤامرة الإبادة الجماعية البيضاء، وتدعو لعزل عنصري عالمي وإدانة العلاقات المختلطة عرقيًا وتمازج الأجناس. وتتبنى نظريات المؤامرة المعادية للسامية وتؤيد إنكار الهولوكوست وتدعي بأن اليهود يسيطرون على العالم من خلال كل من الشيوعية والرأسمالية التجارية. وتروج الجبهة الوطنية للحمائية ومعارضة زيادة قوة الاتحاد الأوروبي وللابتعاد عن الديمقراطية الليبرالية، في حين تعارض سياساتها الاجتماعية النسوية وحقوق المثليين والمجتمع المتساهل.
بعد الحزب الوطني البريطاني، كانت الجبهة الوطنية المجموعة اليمينية الأكثر نجاحًا في السياسة البريطانية منذ الحرب العالمية الثانية. خلال تاريخها، أسست الجبهة جماعات فرعية مثل اتحاد نقابات العمال وجماعة للشبان والمنظمة الموسيقية روك ضد الشيوعية. يسمح للبيض فقط بعضوية ضمن الحزب، وخلال فترة ذروتا كان معظم دعمه يأتي من الطبقة العاملة البريطانية البيضاء وتجمعات الطبقة الوسطى الأدنى في شمالي إنجلترا وشرق لندن. ولدت الجبهة الوطنية معارضة قوية من اليسار والجماعات المناهضة للفاشية على امتداد تاريخها، ويمنع على أعضائها تولي العديد من المهن.

## التاريخ

### تشكلها: 1966–1967
بدأت الجبهة الوطنية كتحالف لجماعات يمينية صغيرة ناشطة على هوامش السياسة البريطانية خلال الستينيات من القرن العشرين. وجاءت نية توحيد هذه الجماعات في مطلع العام 1966 من قبل إيه كي تشيستيرتون، زعيم رابطة ملكيي الإمبراطورية. وكان لتشيستيرتون تاريخ طويل في الحركة الفاشية البريطانية لكونه عضوًا في الاتحاد البريطاني للفاشيين خلال الثلاثينيات من القرن العشرين. على امتداد الأشهر التالية، زار العديد من اليمينيين تشيستيرتون في شقته في كرويدون لمناقشة الاقتراح، وكان من بينهم آندرو فاونتين وفيليب ماكسويل من الحزب الوطني البريطاني، وديفيد براون من مجتمع النقاء العرقي وجوني تيندال ومارتن ويبستر من الحركة البريطانية الأعظم. وعلى الرغم من موافقة الجميع على فكرة التوحد، جعلت التناحرات الشخصية العملية صعبة.
وافق تشيستيرتون على اندماج بين رابطة ملكيي الإمبراطورية والحزب الوطني البريطاني، وقرر فصيل من مجتمع النقاء العرقي الانضمام إليهما. وافق تشيستيرتون والحزب الوطني البريطاني على عدم دعوة حركة بريطانيا الأعظم التي كان يترأسها تيندال للانضمام إلى حزبهم الجديد نظرًا إلى روابط الحركة القوية مع النازية الجديدة، وأيضًا نظرًا إلى اعتقال تيندال مؤخرًا وسبعة أعضاء آخرين من حركة بريطانيا الأعظم بسبب حيازتهم غير القانونية لأسلحة. أراد تشيستيرتون إبقاء حزبه الجديد بعيدًا عن تبني الشعارات المبتذلة التي كان يعتقد أنها تعيق النجاح الانتخابي لليمين، وذكر في وقت لاحق أن «من يعتقد أنه الفوز بهذه الحرب ممكن من خلال التلفظ بشعارات عن 'اليهود القذرين' و'السود القذرين' هو مخبول لا مكان له في الجبهة الوطنية بل في مشفى الأمراض العقلية».
في شهر أكتوبر من عام 1966، أسست رابطة ملكيي الإمبراطورية والحزب الوطني البريطاني لجنة عمل لتحديد السياسات التي يمكن أن يتفقوا عليها. كان البرنامج السياسي الأولي للجنة يدور حول معارضة المؤسسة السياسية في بريطانيا ومناهضة الشيوعية ودعم حكومات الأقلية البيضاء في روديسيا وجنوب أفريقيا ومنع الهجرة إلى بريطانيا وطرد جميع المهاجرين المقيمين غير البيض. وفكرت اللجنة بعدة أسماء للحزب الجديد قبل أن تستقر على اسم «الجبهة الوطنية» في شهر ديسمبر من عام 1966. تأسست الجبهة الوطنية في 7 من شهر فبراير من عام 1967، وكان تشيستيرتون أول رئيس لها. في تلك الآونة كانت الجبهة تضم نحو 2500 عضو، كان من بينهم 1000 عضو من الحزب الوطني البريطاني و300 عضو من رابطة ملكيي الإمبراطورية وأكثر من 100 عضو من مجتمع النقاء العرقي. وصف المؤرخ ريتشارد ثورلو تشكيل الجبهة الوطنية بأنه «الحدث الأكثر أهمية على اليمين المتطرف والهامش الفاشي للسياسة البريطانية» منذ اعتقال فاشيي البلاد خلال الحرب العالمية الثانية.

### النمو الأول: 1968 – 1972
اتسمت السنة الأولي للجبهة الوطنية بصراع على السلطة بين الفصيل السابق في رابطة ملكيي الإمبراطورية والفصيل السابق في الحزب الوطني البريطاني. كان الفصيل الأول غير راض عن سلوك الأعضاء السابقين في الحزب الوطني البريطاني، مثل ميلهم إلى إطلاق الهتافات السياسية، في حين انتقد الفصيل السابق في الحزب الوطني البريطاني ادعاءات تشيستيرتون النخبوية. بناء على دعوة الفصيل السابق في الحزب الوطني البريطاني، في شهر يونيو من عام 1967، أوقف تيندال حركة بريطانيا الأعظم ودعا أعضاءها للانضمام إلى الجبهة الوطنية. على الرغم من التزام تشيستيرتون السابق بإبعاد تيندال، فقد رُحب به في الحزب. تخلت مجلة تيندال، سبيرهيد، التي كانت تباع في البداية ك «ذراع للرأي الاشتراكي الوطني في بريطانيا» عن نازيتها الجديدة العلنية ودعمت الجبهة الوطنية، وأصبحت في نهاية المطاف مجلة الأمر الواقع الشهرية للحزب.
عقد الحزب اجتماعه السنوي الأول في شهر أكتوبر من عام 1967، واحتج ضد الاجتماع مناهضو الفاشية. في عام 1968، تعرضت قيادة تشيستيرتون لتحد غير ناجح من قبل فاونتين، الذي ترك الحزب بعد ذلك. وكان هناك مجادلات داخلية أخرى بعد انتهاء عقد آجار مقراتها في ويستمينستر. أراد الأعضاء السابقون في رابطة ملكيي الإمبراطورية مقرًا آخر في وسط لندن، في حين فضل الفصيل السابق في حركة بريطانيا الأعظم والفصيل السابق في الحزب الوطني البريطاني الانتقال إلى المقر القديم لحركة بريطانيا الأعظم في تولسي هيل. أيد تشيستيرتون موقف الفصيل السابق في رابطة ملكيي الإمبراطورية وقدم مكتبًا صغيرًا في فليت ستريت. في شهر أبريل من عام 1968، أصبحت الهجرة الموضوع السياسي الأبرز في وسائل الإعلام الوطنية بعد إلقاء سياسي حزب المحافظين إينوك باول خطابه، أنهار من الدم، والذي كان دعوة ضد هجرة غير البيض إلى بريطانيا. على الرغم من أن باول اقترح إجراءات أكثر اعتدالًا لطرد المهاجرين من مقترحات الجبهة الوطنية، كانت لهجته شبيهة بلهجة الجبهة، وانشق بعض الأفراد من اليمين المحافظ إلى الجبهة الوطنية.